# Mars 1962A
Als Mars 1962A oder Sputnik 22 wird eine gescheiterte sowjetische Marssonde bezeichnet, die am 24. Oktober 1962 gestartet wurde. Wahrscheinlich war ähnlich wie bei der acht Tage später gestarteten Mars 1-Mission ein Vorbeiflug am Mars geplant. Nach dem Start erreichte die Sonde eine Erdparkbahn in einer Höhe von 180 × 485 km und mit einer Neigung von 64,9 °. Die Sonde wurde kurz nach der Zündung der vierten Stufe der Molnija-Trägerrakete, durch die sie in die Mars-Transferbahn gebracht werden sollte, durch eine Explosion dieser Stufe zerstört. Trümmer der Sonde und der Oberstufe wurden vom Radar des US-amerikanischen Frühwarnsystems für ballistische Raketen in Alaska entdeckt, und es wurde vorübergehend befürchtet, dass sie der Beginn eines sowjetischen nuklearen ICBM-Angriffs seien. Der Fehlstart der Sonde ereignete sich während der Kubakrise.
Mars 1962A hatte eine Masse von 890 kg. Die wissenschaftliche Ausrüstung bestand aus einer Kamera, einem Magnetometer, Strahlungsdetektoren, Spektrometern und einem Mikrometeoriten-Detektor.